# Lilas Traïkia
Lilas Traïkia (Lavaur, 6 agosto 1985) è un'ex calciatrice francese, di ruolo attaccante.
Durante la prima parte della carriera ha vestito la maglia del Tolosa, con il quale ha riscosso i maggiori risultati sportivi, due titoli nazionali e una Coppa di Francia.
Vanta inoltre alcune convocazioni con la nazionale francese, sia a livello giovanile, dove con la formazione under 19, si laurea Campione d'Europa all'edizione di Germania 2003 e vicecampione nella precedente di Svezia 2002, che nella nazionale maggiore.

## Carriera

### Nazionale
Grazie alle prestazioni offerte in campionato Traïkia, che in precedenza non aveva mai attirato l'attenzione degli allenatori delle nazionali giovanili, 
inizia ad essere convocata agli stages della nazionale maggiore già dal 2001, pur se all'epoca per la sua ancora giovane età era ancora eleggibile per la squadra riserve.
L'anno successivo viene chiamata dal responsabile federale Bruno Bini nella formazione under 19, inserita in rosa con la squadra impegnata nelle qualificazioni all'Europeo di Svezia 2002, il primo dopo la decisione della UEFA di passare da un torneo U18 a uno U19. Dopo che con la sua nazionale termina a punteggio pieno il gruppo A1, riuscendo ad accedere alla fase finale, Traïkia viene impiegata in tutti i cinque incontri disputati dalla Francia fino alla finale, poi vinta 3-1 dalle pari età della Germania, nella quale l'attaccante è stata sostituita dieci minuti prima del fischio finale.
Questo risultato garantì alla Francia la qualificazione al Mondiale under 19 che si è tenuto in Canada alla fine dell'estate dello stesso anno, con Traïkia l'unica giocatrice nata nel 1985 a far parte della rosa francese. La corsa delle bleuettes si conclude tuttavia a inizio torneo, con la squadra, inserita nel gruppo B con Brasile, Germania e Messico, che riesce a superare solo quest'ultima avversaria chiudendo terza nel girone e venendo così eliminata.
Rimasta in quota anche per l'anno successivo, Traïkia viene confermata in rosa anche per l'Europeo di Germania 2003, dove ha giocato tutte le cinque partite in programma siglando il suo unico gol nella finale contro la Norvegia, fissando al 46' il risultato sul 2-0 per le francesi.

## Palmarès

### Club
- Campionato francese: 2

Tolosa: 2000-2001, 2001-2002
- Coppa di Francia: 1

Tolosa: 2001-2002
- Campionato francese di seconda divisione: 2

Val d'Orge: 2016-2017
Issy: 2019-2020
- Campionato francese di terza divisione: 1

ASPTT Albi: 2006-2007

### Nazionale
- Campionato europeo femminile under 19 di calcio: 1

2003

### Individuale
- Capocannoniere del Campionato francese di seconda divisione: 1

2006-2007 (21 reti)